# Сицилийский пиастр
Сицилийский пиастр — счётная денежная единица Сицилийского королевства до 1815 года. Чтобы отличать от монеты, имеющей хождение в материковой части королевства (известной как Неаполитанское королевство), её называли «сицилийским пиастром», противопоставляя «неаполитанскому пиастру» (равному 120 грано). Оба пиастра были равны по номиналу, но имели различное деление. Сицилийский пиастр делился на 12 тари, а тари в свою очередь делился на 20 грано или 120 пикколо. Ончиа равнялась 30 тари (2½ пиастра).
После объединения Сицилийского и Неаполитанского королевств в Королевство Обеих Сицилий была введена новая денежная единица — пиастр Королевства Обеих Сицилий.

## Монеты
Монеты с номиналом в пиастрах не чеканились. В конце XVIII века имели хождение монеты достоинством в 3 пикколо, в 1, 2, 10 и 20 грано, в 2, 3, 4, 6 и 12 тари, и в 1 ончию. Монеты достоинством вплоть до 2 грано чеканились из меди, более высокого достоинства — из серебра. В 1801 году были введены в обращение медные монеты достоинством в 5 и 10 грано, в 1814 году — золотая монета достоинством в 2 ончии.
После введения единой валюты Королевства Обеих Сицилий, в 1835 и 1836 году ещё чеканились монеты, названные «сицилийскими», достоинством в ½, 1, 2, 5 и 10 грано. Неясно, имелись ли в виду новые грано Обеих Сицилий или старые сицилийские грано (разница в стоимости — двукратная).